# Coutras
Coutras is een gemeente in het Franse departement Gironde (regio Nouvelle-Aquitaine). De plaats maakt deel uit van het arrondissement Libourne en van het gemeentelijk samenwerkingsverband Communauté d’Agglomération du Libournais. Coutras telde op 1 januari 2022 8.695 inwoners. In de gemeente ligt spoorwegstation Coutras.

## Geschiedenis
In de gemeente zijn sporen gevonden van een Romeins legerkamp. Coutras wordt ook vereenzelvigd met Corterate, een plaats op de laat-Romeinse Peutingerkaart. Bij de kerk van Coutras werd in 1981 een grafveld met sarcofagen uit de 5e tot de 7e eeuw opgegraven, met daarin rijke grafgiften. In deze tijd had de plaats dus een zeker belang.
In de middeleeuwen groeide de stad rond een kasteel. In de 11e eeuw schonk Étienne de Mont, de heer van Coutras, de kerk van Coutras aan de Abdij van Guîtres. Het kasteel werd in 1731 verwoest door Odet de Foix.
Op 20 oktober 1587 vond hier een veldslag plaats tussen een protestants leger van Hendrik van Navarra (de latere koning Hendrik IV) en een katholiek leger van Anne de Joyeuse. De slag werd een klinkende overwinning voor Hendrik van Navarra.
In de 16e eeuw werd er een 80 meter lange stuw aangelegd op de Dronne. Hierop werd een watermolen gebouwd. Het treinstation werd geopend in 1852 en vijf jaar later kwam er aansluiting op de spoorlijn naar Périgueux. Tussen 1905 en 1910 werd een groot rangeerstation gebouwd en werd Coutras een belangrijk spoorwegknooppunt. Hier werkten tot 550 mensen, maar in de jaren 1960 werd het rangeerstation gesloten.

## Geografie
De oppervlakte van Coutras bedroeg op 1 januari 2022 33,69 vierkante kilometer; de bevolkingsdichtheid was toen 258,1 inwoners per km². De gemeente ligt aan de samenvloeiing van de Dronne en de Isle.

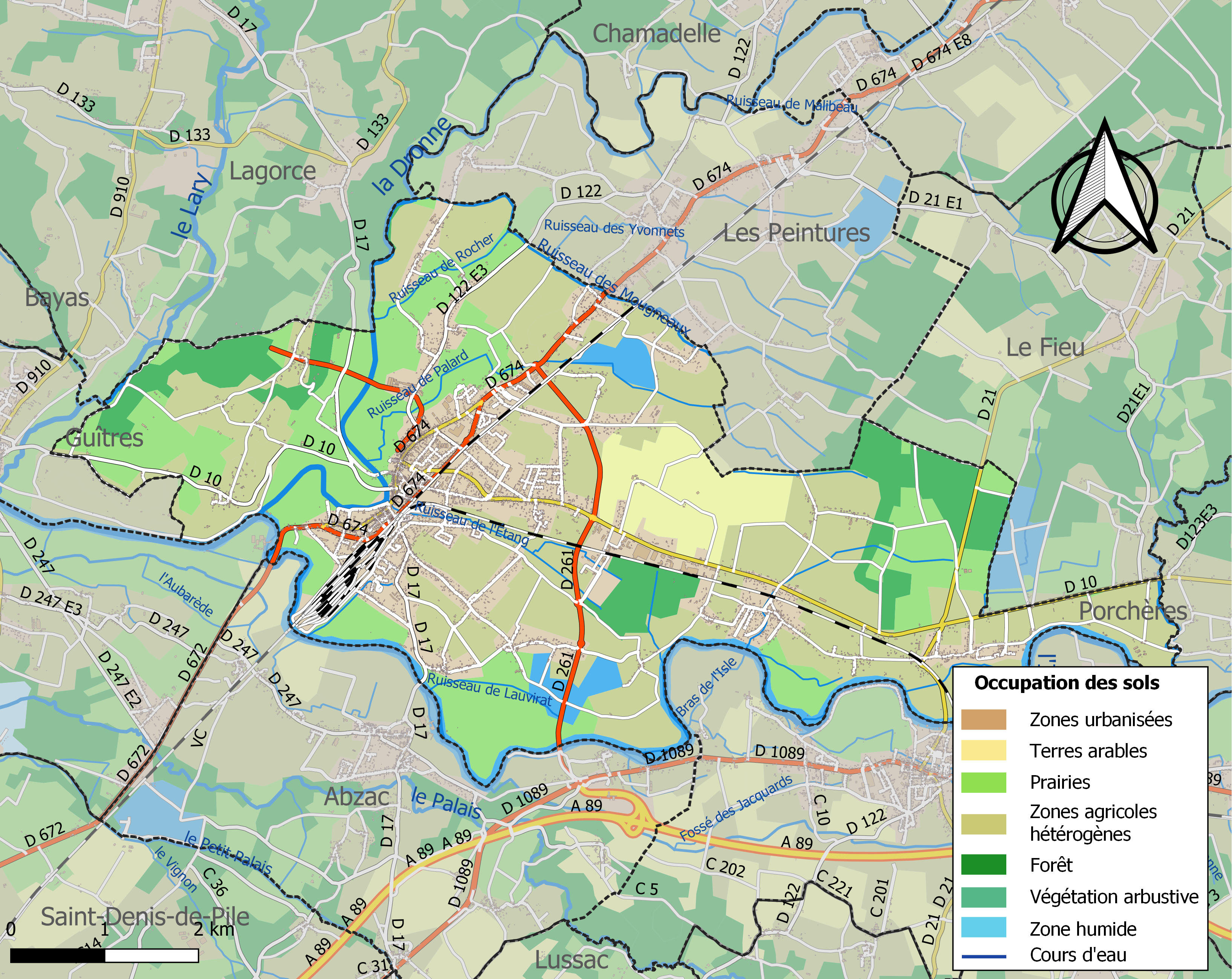
Kaart van de gemeente met belangrijkste infrastructuur, bodemgebruik en omliggende gemeenten

## Demografie
Onderstaande figuur toont het verloop van het inwonertal (bron: INSEE-tellingen).

## Afbeeldingen

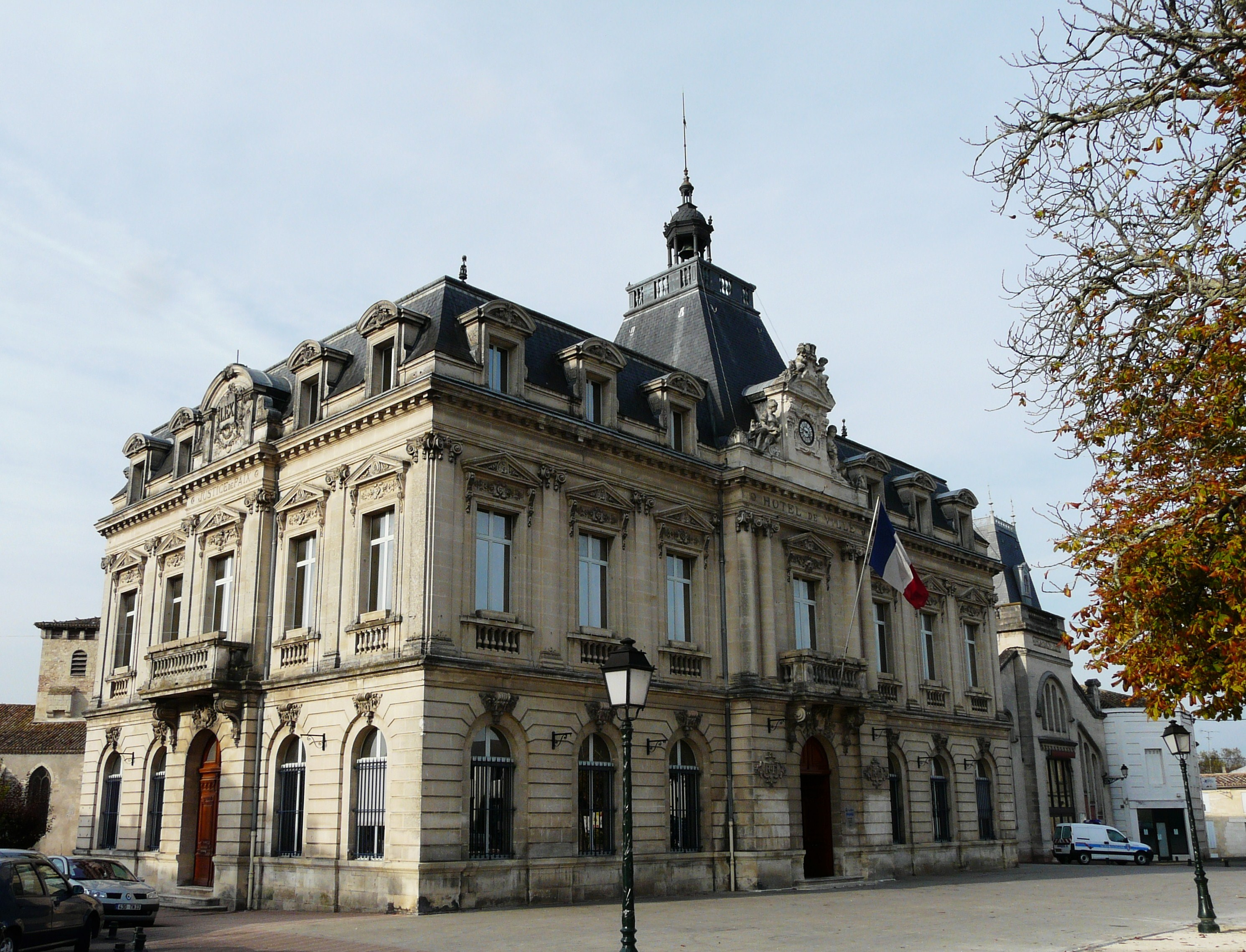
Gemeentehuis (laatste kwart van de 19e eeuw)
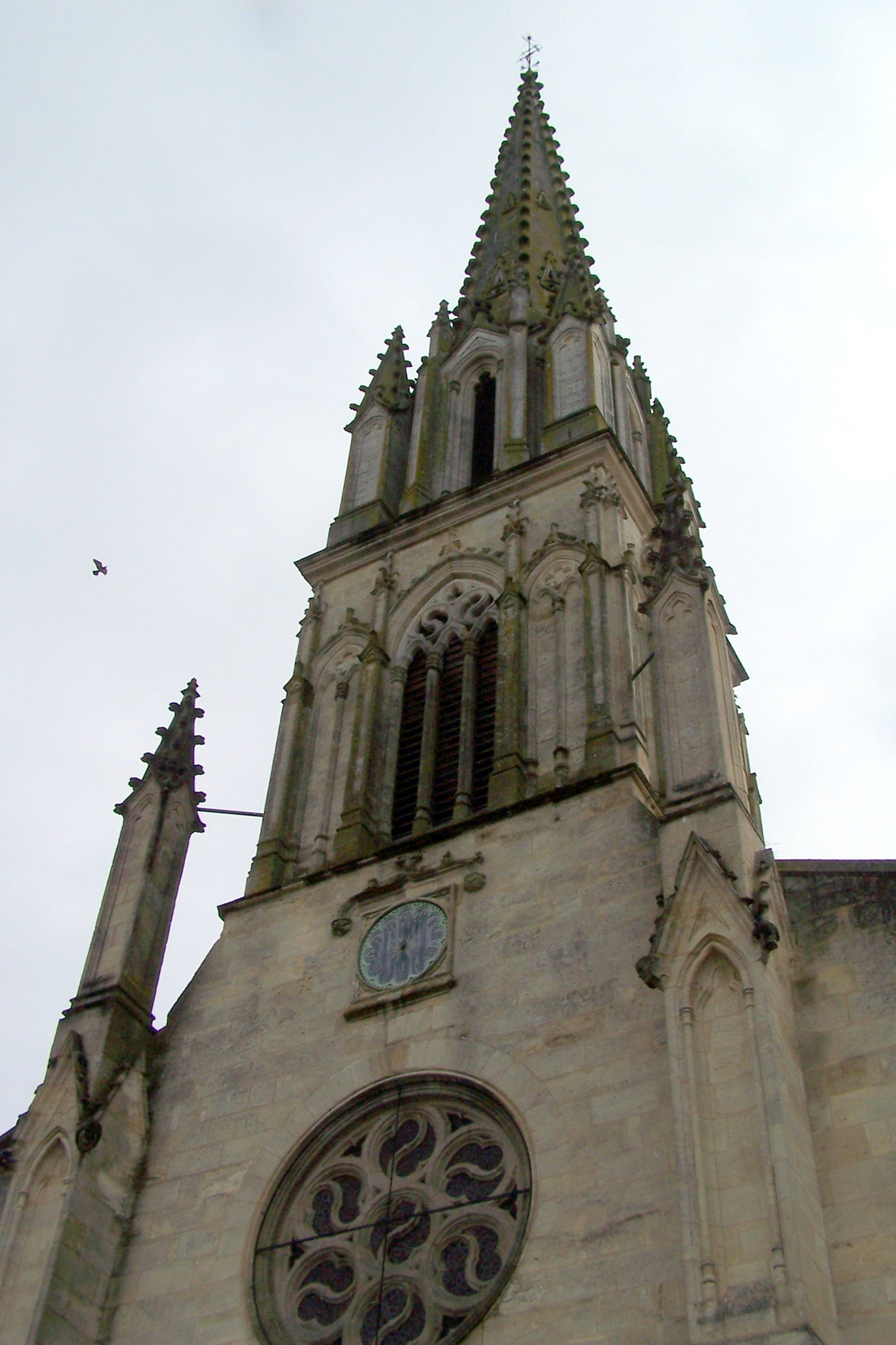
Kerk Saint-Jean-Baptiste
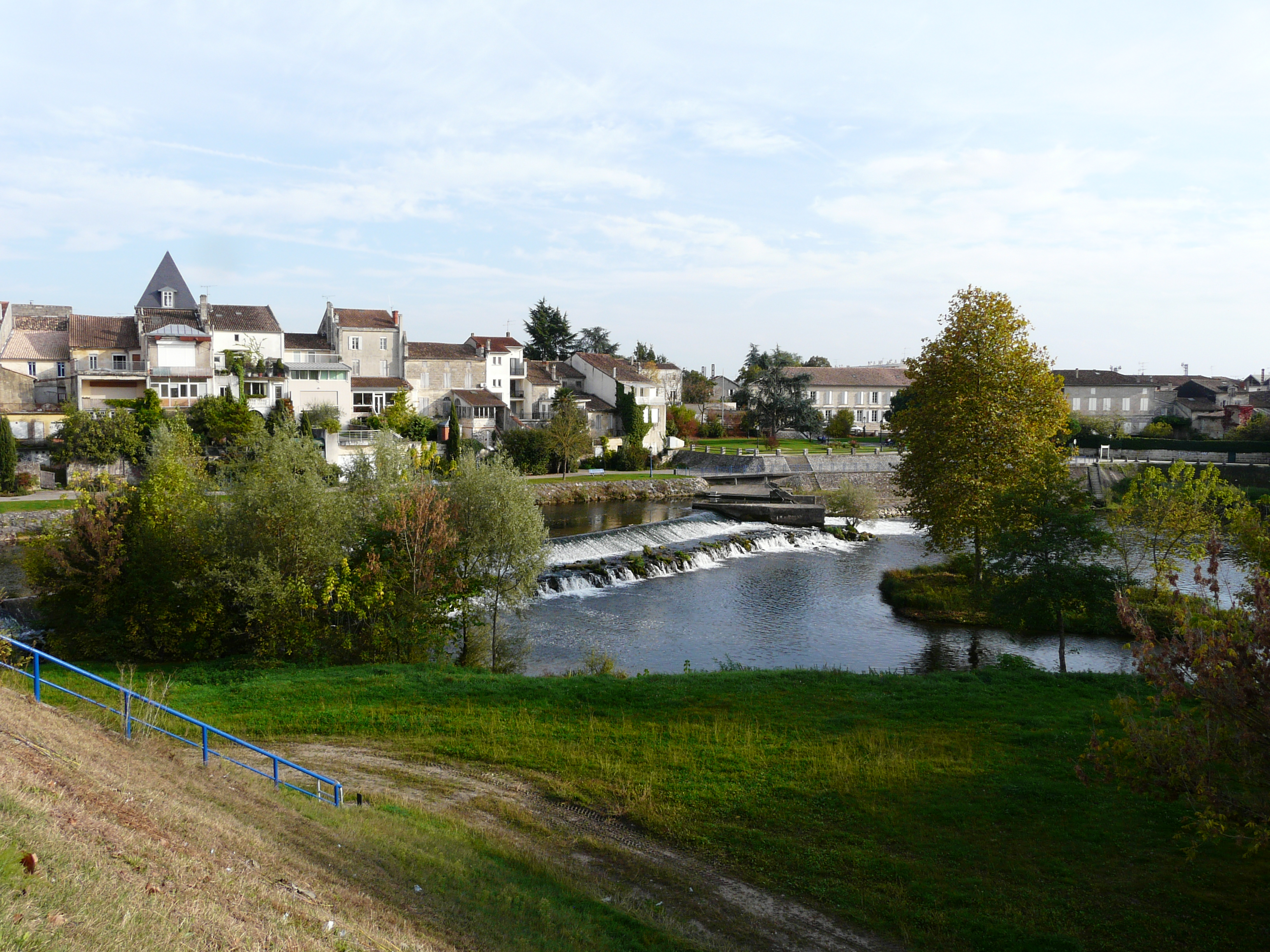
Gezicht op Coutras met de stuw op de Dronne
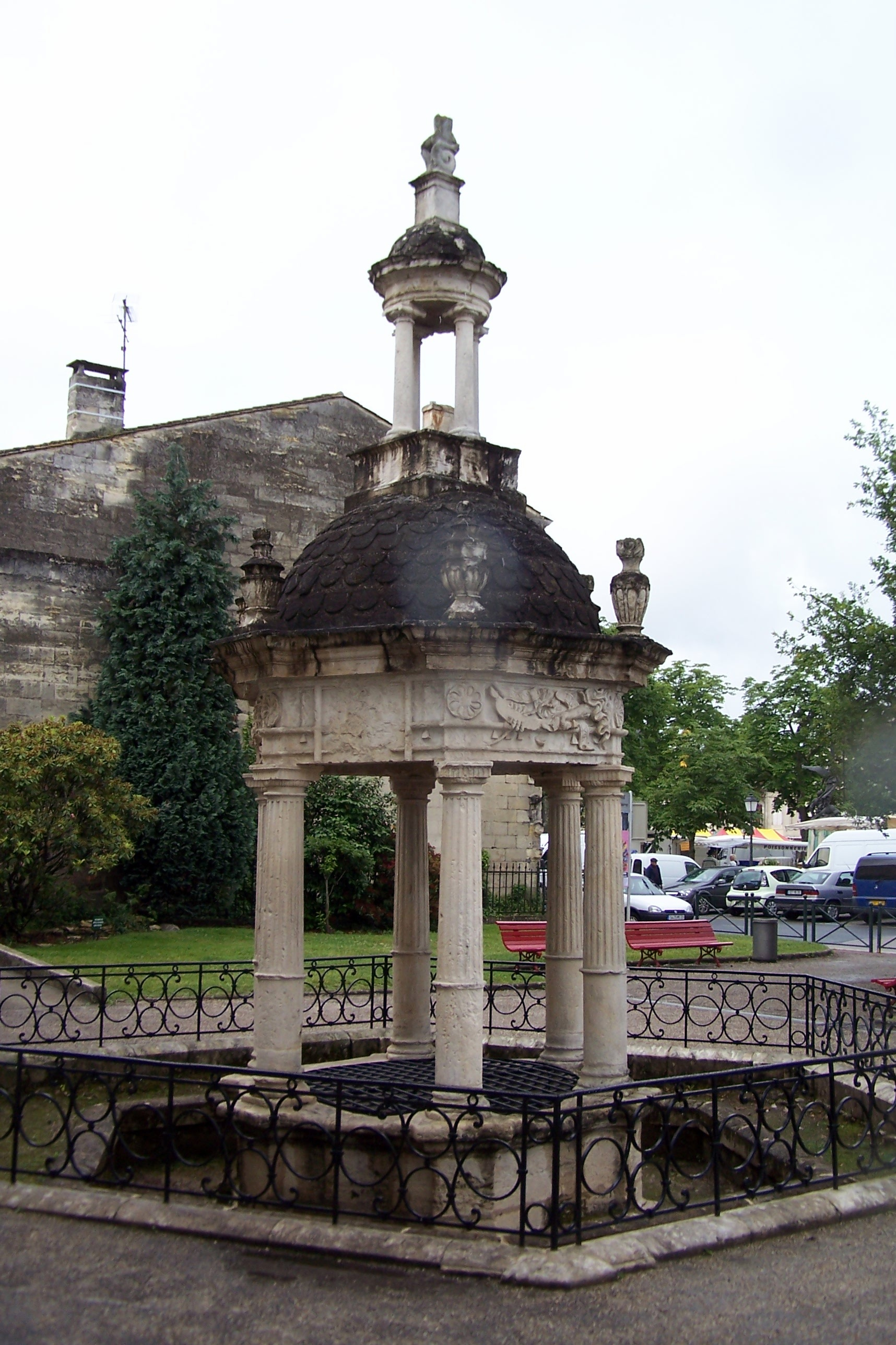
Bron Henri IV, het enige zichtbare overblijfsel van het kasteel van Coutras